# Baorisa hieroglyphica
Baorisa hieroglyphica також відома як міль Пікассо  — міль родини Erebidae.                                                                                     

## Опис
Була описана о 1882 р, ентомологом Фредеріком Муром. довжина тіла може сягати 2 см. Активна в сутінках та вночі. Орнамент на крилах повністю симетричний по відношинню до осі тіла.
Міль має тимпанальні органи з мембранами, які ловлять звукові коливання, що поширюються у вітрі. Це їй допомагає відчувати наближення кажанів.

## Місце існування
Цей вид зустрічається в деяких частинах північно-східної Індії та Південно-Східної Азії.